# Watford City (Dakota del Norte)
Watford City es una ciudad ubicada en el condado de McKenzie en el estado estadounidense de Dakota del Norte. En el censo de 2010 tenía una población de 1744 habitantes y una densidad poblacional de 475,2 personas por km².

## Geografía
Watford City se encuentra ubicada en las coordenadas 47°48′7″N 103°16′28″O / 47.80194, -103.27444. Según la Oficina del Censo de los Estados Unidos, Watford City tiene una superficie total de 3.67 km², de la cual 3.63 km² corresponden a tierra firme y (0.99%) 0.04 km² es agua.

## Demografía
Según el censo de 2010, había 1744 personas residiendo en Watford City. La densidad de población era de 475,2 hab./km². De los 1744 habitantes, Watford City estaba compuesto por el 93.64% blancos, el 0.11% eran afroamericanos, el 3.44% eran amerindios, el 0.75% eran asiáticos, el 0.11% eran isleños del Pacífico, el 0.34% eran de otras razas y el 1.61% pertenecían a dos o más razas. Del total de la población el 1.89% eran hispanos o latinos de cualquier raza.